# 伊朗诺石油公司
伊朗诺石油公司（波斯語：‎）是一家总部位于阿巴丹和德黑兰的伊朗石油公司。该公司生产发动机油、润滑脂和润滑油,并制造一种名为亮色油的石油工业产品。该公司的产品是西亚润滑油及相关产品市场的一部分。伊朗诺的设施包括位于阿巴丹炼油厂和德黑兰炼油厂的加氢精制和石油生产装置。

## 历史
作为伊朗政府私有化努力的一部分,以及为了减少国家在非垄断行业的所有权,德黑兰和阿巴丹炼油厂的石油精炼装置被转让给了几个机构:社会保障组织、公务员养老基金和礼萨戈德斯阿斯坦(一个宗教基金会)。这次转让导致了伊朗诺石油公司于2002年12月1日成立。2012年2月,该公司在德黑兰证券交易所上市。伊朗诺石油公司主要在两个地区运营:德黑兰炼油厂和阿巴丹炼油厂。